# Łambinowice
Die Łambinowice (deutsch Lamsdorf, auch Lammsdorf) ist ein Ort in der Landgemeinde Łambinowice im Powiat Nyski der Woiwodschaft Opole (Oppeln) in Polen. Historische Bedeutung erlangte das Dorf durch das Kriegsgefangenenlager Stalag VIII B (344) Lamsdorf.

## Geographie
Łambinowice liegt etwa 20 Kilometer nordöstlich von Nysa (Neisse) und 35 Kilometer südwestlich von Opole (Oppeln) in der Nizina Śląska (Schlesische Tiefebene) an der Bahnstrecke Opole–Nysa. Nördlich und östlich des Dorfes erstrecken sich weitläufige Waldgebiete, die zum Forst Tillowitz gehören.
Nachbarorte von Łambinowice sind im Norden Szadurczyce (Schaderwitz), im Südosten Wierzbie (Wackenau), im Südwesten Budzieszowice (Bauschwitz) und im Nordwesten Bielice (Bielitz) und Okopy (Kaltecke).

## Geschichte

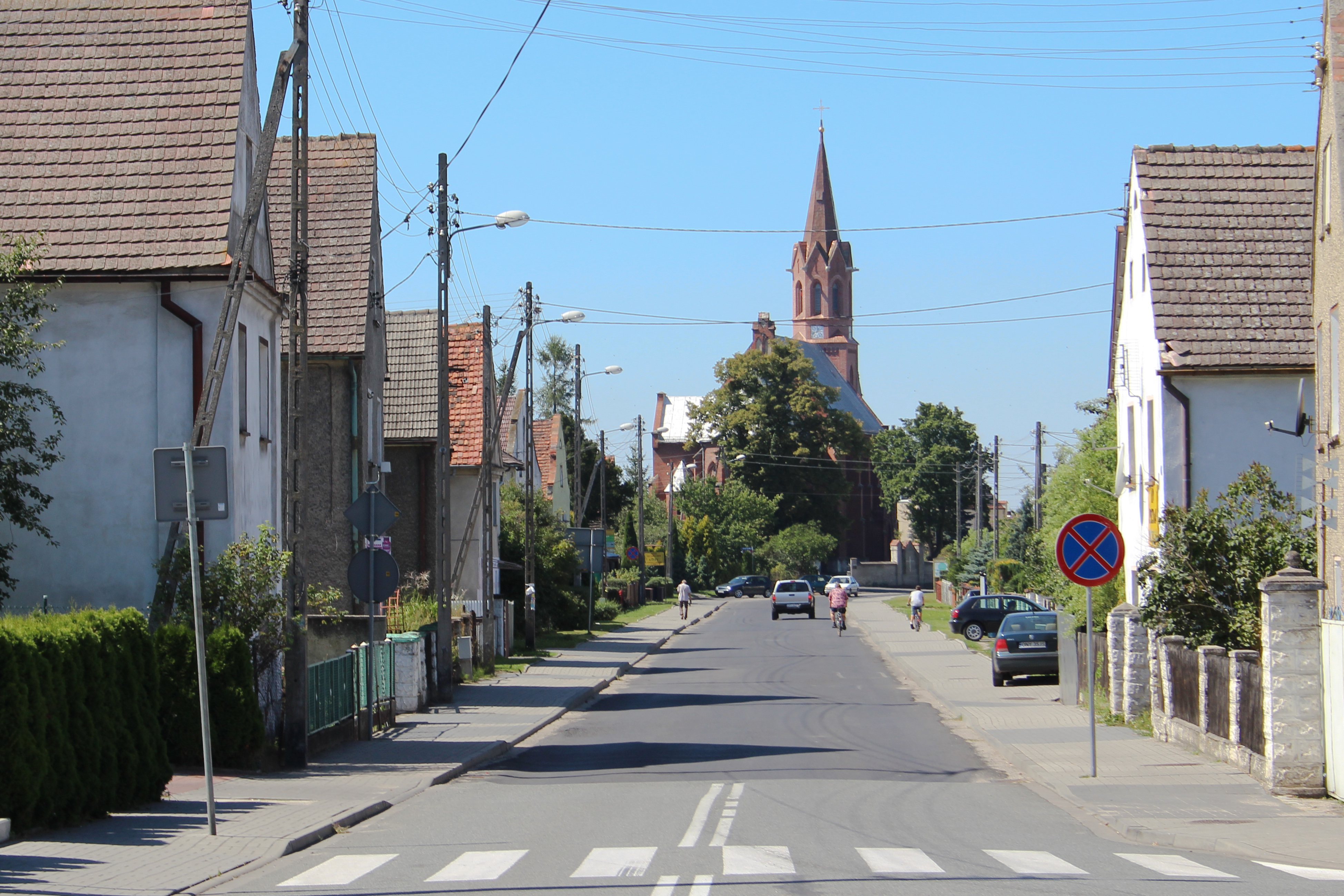
Blick auf die Kirche

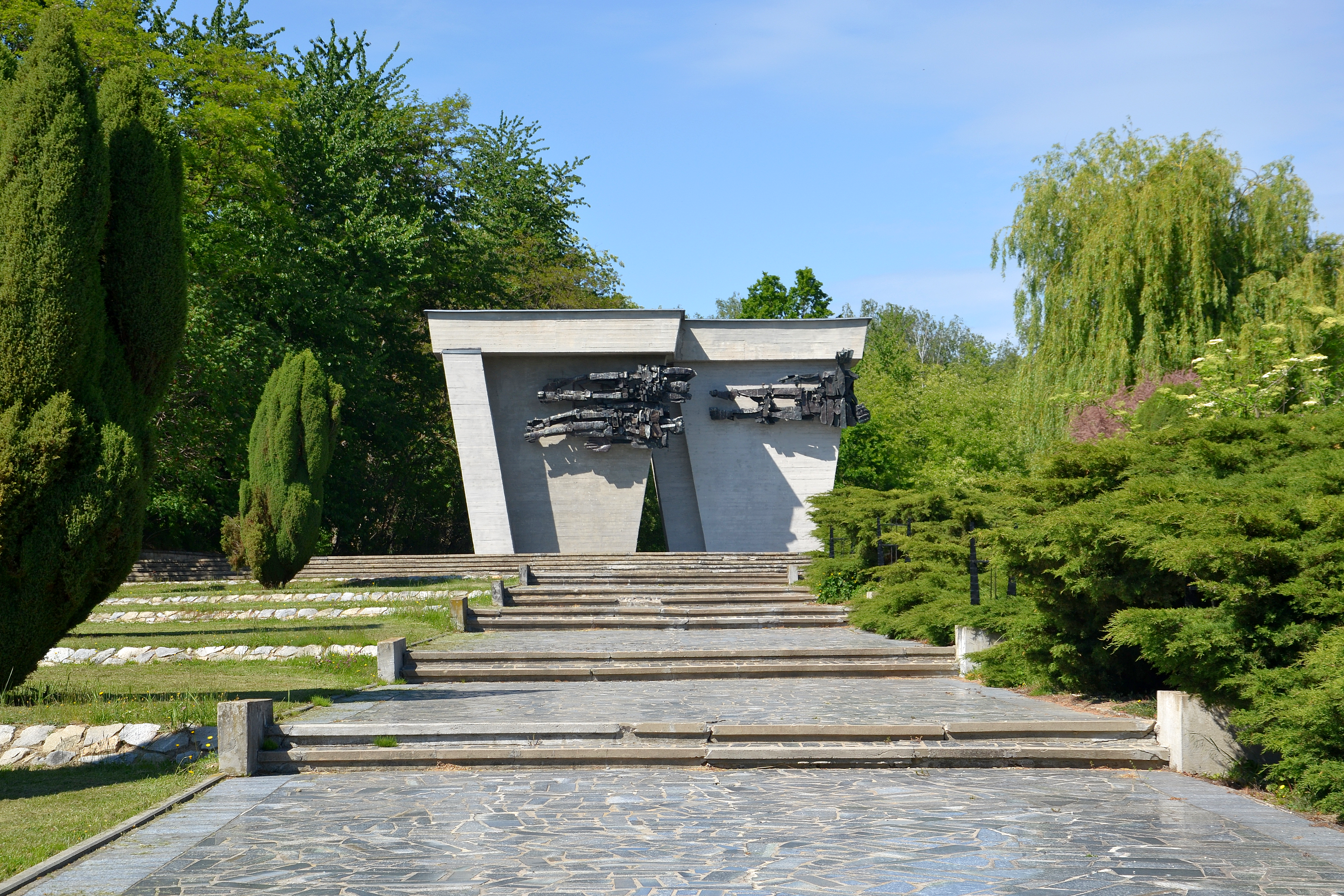
Denkmal des Kriegsgefangenenlagers

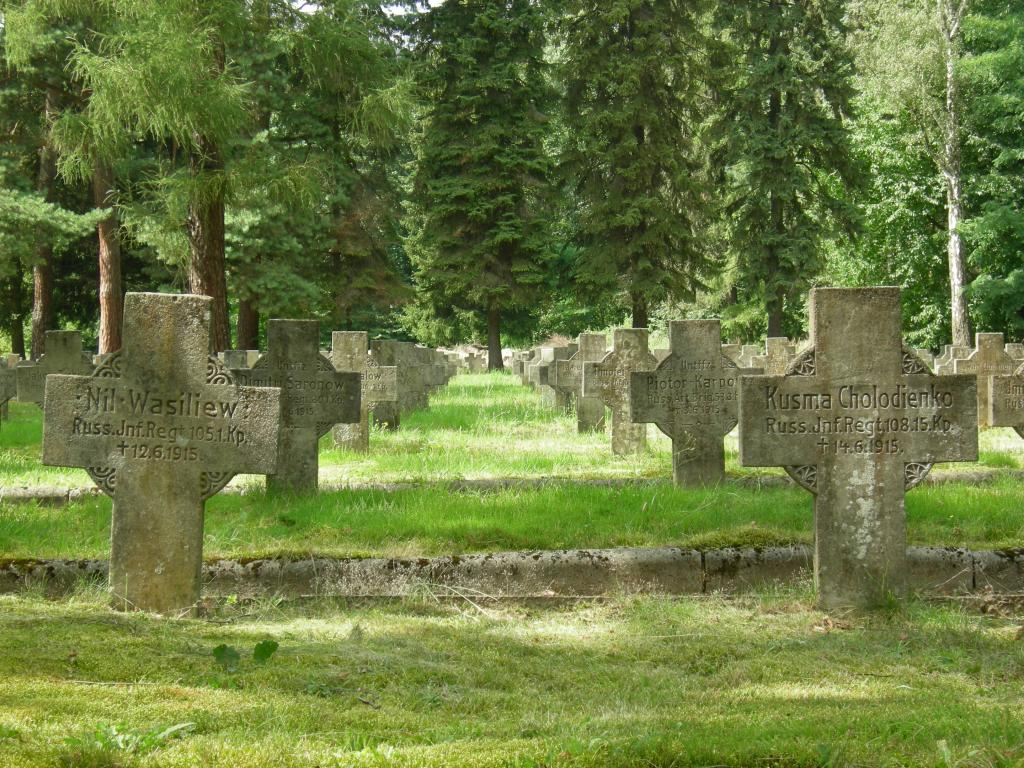
Gräber der Kriegsgefangen

„Lambinowicz“ wurde im Jahr 1273 erstmals urkundlich erwähnt. 1335 ist es in der Schreibweise Lamberti und 1536 als Glombinowicz belegt.
Während des Dreißigjährigen Krieges wurde das Dorf geplündert und zerstört.
Nach dem Ersten Schlesischen Krieg 1742 fiel Lamsdorf mit dem größten Teil Schlesiens an Preußen. Von 1743 bis 1817 gehörte es zum Landkreis Neisse.
Nach der Neugliederung der Provinz Schlesien gehörte die Landgemeinde Lamsdorf ab 1817 zum Landkreis Falkenberg O.S., mit dem es bis 1945 verbunden blieb. 1845 bestanden im Dorf eine katholische Kirche, eine katholische Schule, zwei Vorwerke und 88 Häuser. Im gleichen Jahr lebten in Lamsdorf 540 Menschen, davon sechs evangelisch. 1855 lag die Einwohnerzahl bei 580 und 1861 waren es 603 Einwohner. Ab 1864 legte die Preußische Armee bei Lamsdorf für das VI. Armeekorps einen Truppenübungsplatz an, den hauptsächlich die Fußartillerie nutzte. 1865 zählte das Dorf 14 Bauern-, 30 Gärtner- und 20 Häuslerstellen. Im gleichen Jahre wurde die Schule von 120 Schülern besucht. 1874 wurde der Amtsbezirk Schaderwitz  gebildet, dem die Landgemeinden Lammsdorf und Schaderwitz und die gleichnamigen Gutsbezirke eingegliedert wurden. 1885 zählte Bauschwitz 584 Einwohner. Um 1930 wurde der Amtsbezirk Schaderwitz in Lamsdorf umbenannt. 1933 lebten 945 Einwohner in Lambsdorf, 1939 waren es 1120 Einwohner. Bis 1945 befand sich der Ort im Landkreis Falkenberg O.S.
Als Folge des Zweiten Weltkriegs fiel Lamsdorf 1945 mit dem größten Teil Schlesiens unter Polnische Verwaltung. Nachfolgend wurde es in Łambinowice umbenannt und der Woiwodschaft Schlesien angeschlossen. Die einheimische deutsche Bevölkerung wurde, soweit sie nicht vorher geflohen war, weitgehend vertrieben. Die neu angesiedelten Bewohner waren teilweise Zwangsumgesiedelte aus Ostpolen, das an die Sowjetunion gefallen war.
1950 wurde Łambinowice der Woiwodschaft Opole eingegliedert. Seit 1999 gehört es zum Powiat Nyski.
2011 lebten in Lamsdorf 2477 Einwohner.

## Lager Lamsdorf
Historische Bedeutung erlangte das Dorf durch das Kriegsgefangenenlager Stalag VIII B (344) Lamsdorf. Es war 1939 bis 1945 eines der größten deutschen Kriegsgefangenenlager. Vom Juni 1945 bis Herbst 1946 diente es als Internierungs-/Arbeitslager bei der Vertreibung der Deutschen aus Oberschlesien.

## Sehenswürdigkeiten
- Die römisch-katholische Kirche  mit dem Patrozinium Maria Magdalena (Kościół św. Marii Magdaleny) wurde 1873–1874 im neugotischen Stil erbaut. Bereits 1335 wurde eine Kirche erwähnt. Der Holzbau wurde 1873 abgerissen.[8]
- Museum des Kriegsgefangenenlagers
- Empfangsgebäude des Bahnhofs Łambinowice
- Wegekapelle
- Steinernes Wegekreuz

## Vereine
- Freiwillige Feuerwehr OSP Łambinowice
- Fußballverein KS Metalowiec Łambinowice